# Supruniv, Litîn
Supruniv (în ucraineană Супрунів) este un sat în comuna Penkivka din raionul Litîn, regiunea Vinnița, Ucraina.

## Demografie
Componența lingvistică a localității Supruniv
     Ucraineană (99,41%)
     Alte limbi (0,59%)
Conform recensământului din 2001, majoritatea populației localității Supruniv era vorbitoare de ucraineană (99,41%), existând în minoritate și vorbitori de alte limbi.